# ジョアン・ガドゥ
ジョアン・クアクゥ・ガドゥ（Joane Kouakou Gadou, 2007年1月17日 - ）は、フランスのオーベルヴィリエ出身のプロサッカー選手。オーストリア・ブンデスリーガのレッドブル・ザルツブルク所属。ポジションはディフェンダー。

## 経歴

### 生い立ち
2013年に6歳で地元のESナンジのユースアカデミーに加入。当初はフォワードだったが徐々にポジションが下がっていき、最終的には高身長を活かしたディフェンダーを務めるようになった。

### パリ・サンジェルマン
2020年よりパリ・サンジェルマンFCのユースアカデミーに加入。
2022-23シーズンは16歳ながらU-19チームでプレーし、UEFAユースリーグなどに出場した。2023年の後半にはル・パリジャンから「パリ・サンジェルマンアカデミーの大きな希望」、レキップから「最も有望なフランス人ディフェンダーの一人」と評された。
2024年1月7日、クープ・ドゥ・フランスのUSルーベル戦でベンチ入り。3月1日にはリーグ・アン公式戦で初めてベンチ入りした。4日後にはUEFAチャンピオンズリーグのレアル・ソシエダ戦でベンチ入りしたが、いずれも出場はなかった。8月7日、SKシュトゥルム・グラーツとの親善試合に途中出場した。

### レッドブル・ザルツブルク
2024年8月、パリ・サンジェルマンとのプロ契約を拒否して移籍を目指す意向であることが報じられた。9月3日、オーストリア・ブンデスリーガのレッドブル・ザルツブルクへ完全移籍し、3年契約を結んだ。移籍金は1,000万ユーロで、パリ・サンジェルマンの18歳未満の選手では史上最高額となった。

## 代表歴
2023年、2024年のUEFA U-17欧州選手権に2年連続で出場。2024年はキャプテンを務めた。